# Línea 44 (Buenos Aires)
La línea 44 es una línea de colectivos de Buenos Aires. Une Nueva Pompeya con el barrio de Belgrano, en el Norte de la Ciudad Autónoma de Buenos Aires. 
La línea es operada por Grupo DOTA, que también controla las líneas 28 y 101.

## Historia
La línea pertenecía a Transportes Pompeya S.A. hasta 1992, cuando comenzó a ser operada por Grupo DOTA.

## Recorrido
La línea 44 realiza un recorrido que une el Puente Alsina, ubicado en el barrio porteño de Nueva Pompeya, con Barrancas de Belgrano.

### Puente Alsina - Barrancas de Belgrano
- Av. 27 de Febrero.
- Av. Sáenz.
- Av. Amancio Alcorta.
- Sargento Romero.
- Beazley.
- Av. Intendente Francisco Rabanal.
- Av. Del Barco Centenera.
- Av. Cobo.
- Av. Curapaligüe.
- Malvinas Argentinas.
- Av. Rivadavia.
- Morelos.
- Yerbal.
- Av. Tte. Gral. Donato Álvarez.
- Juan Agustín García.
- Av. Warnes.
- Av. Garmendia.
- Av. del Campo.
- Av. Elcano.
- Av. Guzmán.
- Av. Corrientes.
- Maure.
- Av. Corrientes.
- Av. Federico Lacroze.
- Charlone.
- Olleros.
- Av. Álvarez Thomas.
- Av. Elcano
- Virrey del Pino.
- Amenábar.
- La Pampa.
- Av. Virrey Vértiz.

### Barrancas de Belgrano - Puente Alsina
- Av. Virrey Vértiz
- Av. Juramento
- Av. Cabildo
- José Hernández
- Av. Elcano
- Av. de los Incas
- Av. Forest
- Av. Federico Lacroze
- Av. Guzmán
- Av. Elcano
- Av. del Campo
- Av. Garmendia
- Av. Warnes
- Avenida Manuel Trelles
- Méndez De Andés
- Av. Tte. Gral. Donato Álvarez
- Av. Curapaligüe
- Av. Cobo
- Mom
- Av. Norberto de la Riestra
- Av. Del Barco Centenera
- Av. Intendente Francisco Rabanal
- Av. Sáenz

### Ramales Fraccionados
De Puente Alsina hasta Chacarita

## Galería

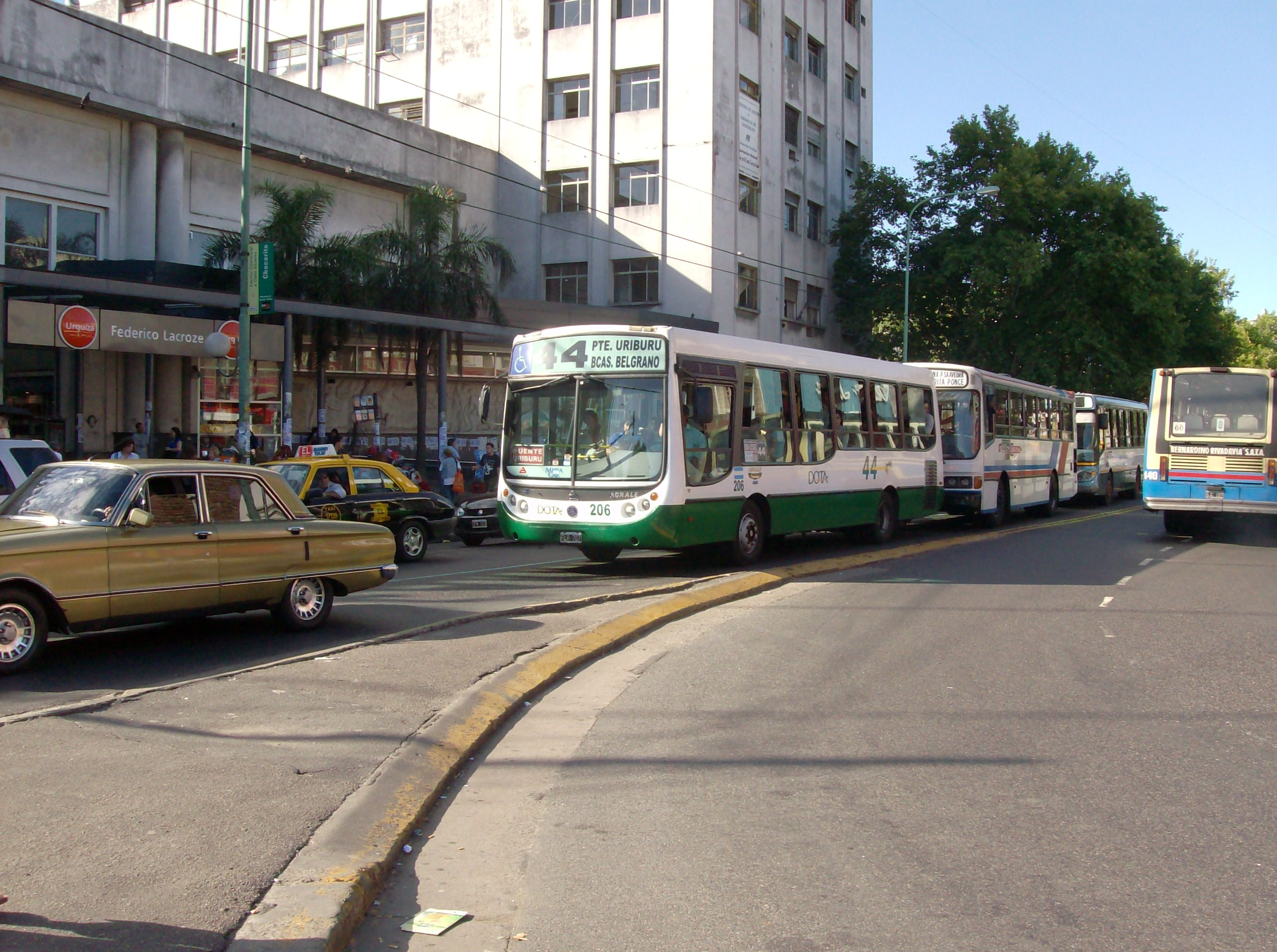
Viejo interno 206 circulando por la Av. Federico Lacroze rumbo a Puente Alsina.
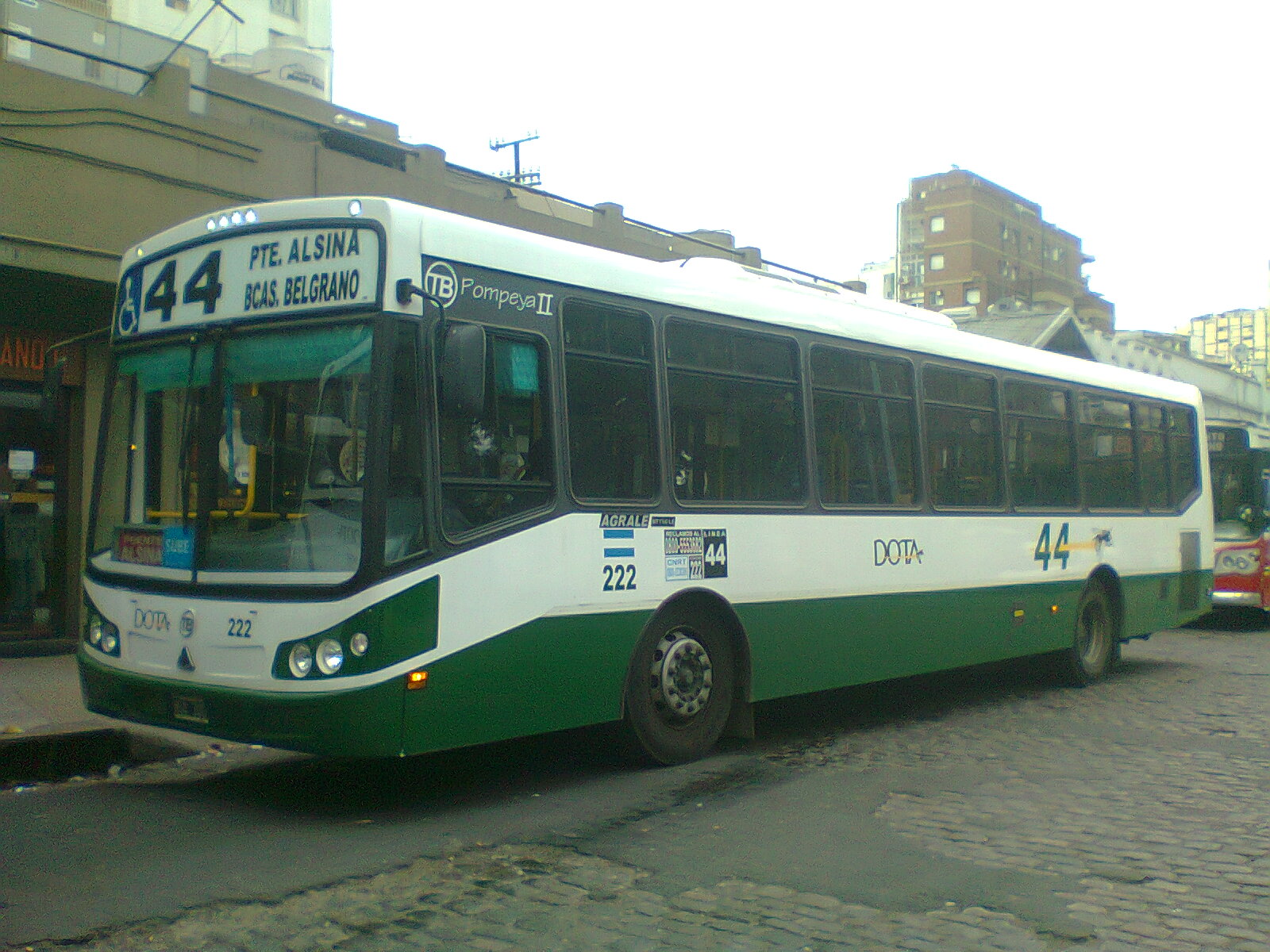
Un interno de la línea en su terminal Barrancas de Belgrano.
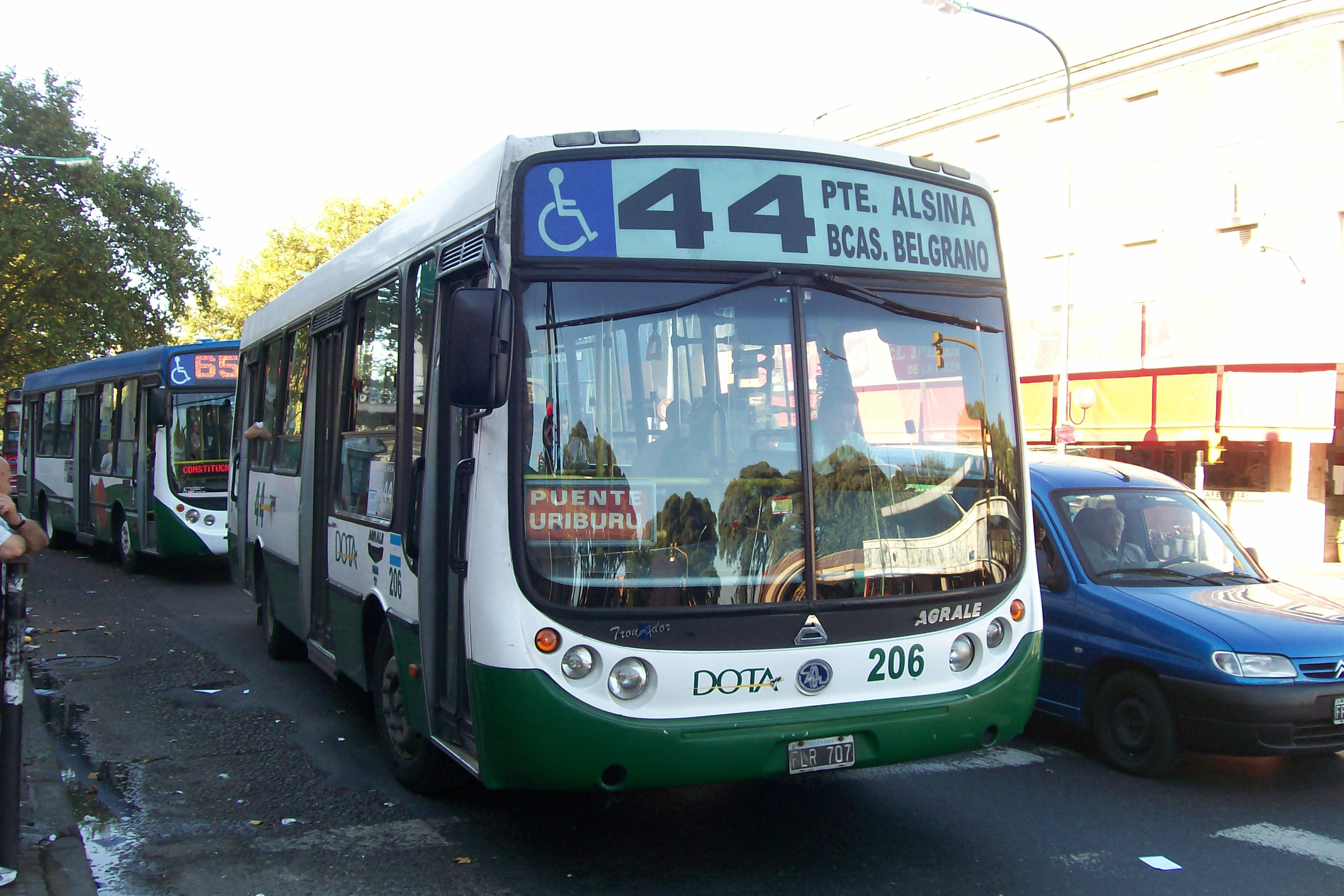
Uno de los antiguos colectivos de la línea.